# Laura Rossouw
Laura Rossouw (nacida el 15 de julio de 1946) es una exjugadora de tenis sudafricana que estuvo activa a finales de la década de 1960 y la primera mitad de la década de 1970.

## Carrera en el tenis
Durante su carrera, Rossouw ganó tres títulos individuales y dos en dobles. Participó por primera vez en el circuito europeo en 1966.
Sus mejores resultados en torneos de Grand Slam fueron alcanzar la tercera ronda en los Campeonatos de Wimbledon de 1966 y 1972. En los eventos de dobles y dobles mixtos, llegó a los cuartos de final en cuatro ocasiones.
En diciembre de 1970, Rossouw compitió para el equipo de la Copa Federación de Sudáfrica en la Copa Federación de 1971, ganando tres de los cuatro partidos que jugó.

## Finales de carrera

### Individuales (3 títulos, 1 subcampeonato)
| Resultado | V/D | Fecha     | Torneo                                    | Superficie | Oponente         | Marcador      |
| --------- | --- | --------- | ----------------------------------------- | ---------- | ---------------- | ------------- |
| Victoria  | 1–0 | Mayo 1970 | Nápoles, Italia                           | Arcilla    | Lesley Hunt      | 6–1, 6–0      |
| Victoria  | 2–0 | Jun 1970  | Bielefeld, Alemania Occidental            |            | Kathleen Harter  | 6–2, 6–1      |
| Derrota   | 2–1 | Jul 1971  | Torneo de Bad Gastein, Kitzbühel, Austria | Arcilla    | Billie Jean King | 2–6, 6–4, 5–7 |
| Victoria  | 3–1 | Jul 1972  | Campeonato de Turquía, Estambul, Turquía  | Arcilla    | Julie Anthony    | 6–8, 6–2, 6–4 |

### Dobles (2 títulos, 4 subcampeonatos)
| Resultado | V/D | Fecha    | Torneo                                             | Superficie | Compañera       | Oponente                          | Marcador |
| --------- | --- | -------- | -------------------------------------------------- | ---------- | --------------- | --------------------------------- | -------- |
| Derrota   | 0–1 | Dic 1967 | Campeonato de Borders, Londres, Inglaterra         |            | Maryna Godwin   | Winnie Shaw Nell Truman           | 4–6, 3–6 |
| Victoria  | 1–1 | Ago 1970 | Abierto de Baviera, Múnich, Alemania               |            | Brenda Kirk     | Fay Moore-Toyne Nell Truman       | 6–4, 6–4 |
| Derrota   | 1–2 | Ene 1971 | Campeonato de Tasmania, Hobart, Australia          |            | Brenda Kirk     | Patti Hogan Olga Morozova         | 2–6, 0–6 |
| Derrota   | 1–3 | Abr 1971 | Abierto de Sudáfrica, Johannesburgo, Sudáfrica     | Dura       | Brenda Kirk     | Margaret Court Evonne Goolagong   | 3–6, 2–6 |
| Victoria  | 2–3 | Jul 1971 | Abierto de Suiza, Gstaad, Suiza                    | Arcilla    | Brenda Kirk     | Françoise Dürr Lea Pericoli       | 8–6, 6–3 |
| Derrota   | 2–4 | Jun 1973 | Abierto de Alemania, Hamburgo, Alemania Occidental | Dura       | Kristien Kemmer | Helga Niessen Masthoff Heide Orth | 1–6, 2–6 |